# Colotois ussuriensis
Colotois ussuriensis är en fjärilsart som beskrevs av Bang-haas 1927. Colotois ussuriensis ingår i släktet Colotois och familjen mätare. Inga underarter finns listade i Catalogue of Life.